# Takashi Ohi
 Takashi Ohi,  (Japans 大井貴司, Ohi Takashi, prefectuur Mie, 16 oktober 1947) is een Japanse jazzmuzikant die vibrafoon, marimba en klokkenspel speelt.

## Biografie
Ohi studeerde muziek, daarna toerde hij in Amerika, waar hij onder meer optrad op het Monterey Jazz Festival. Vanaf de jaren 70 werkte hij in de Japanse jazzscene, o.a. met Tatsuya Takahashi en het Tokyo Union Orchestra, waarmee hij zijn eerste opnames maakte (Up in the Blues), verder speelde hij met Eri Ohno en Yoshiaki Miyanoue. In 1981 kwam zijn debuutalbum Good Vibration uit (Union Disk),waaraan Akira Miyazawa, Hajime Ohno, Shozo Okamoto, Keiji Kishida en, als gastmuzikant, John Lewis meewerkten. In de jaren erna speelde hij met o.m. Harumi Kaneko,  Hidehiko Matsumoto en Chiaki Ogasawara. Met Gene Harris en Ray Brown nam hij eind 1988 voor Denon Records het album Mr Blue op, in 1995 volgde Time Stream, die Ohi met Junior Mance, Bob Cranshaw en Grady Tate opnam. In de jazz speelde hij tussen 1978 en 1995 mee op 12 opnamesessies.